# ICMP Router Discovery Protocol
Nas redes de computadores, o IRDP (ICMP Internet Router Discovery Protocol), também chamado de Internet Router Discovery Protocol, é um protocolo para os hosts de computadores descobrirem a presença e o local dos roteadores em sua rede local IPv4. A descoberta de roteador é útil para acessar sistemas de computador em outras redes de área não-local. O IRDP é definido pelo padrão IETF RFC 1256, com o Internet Control Message Protocol (ICMP) no qual se baseia, definido no IETF RFC 792. O IRDP elimina a necessidade de configurar manualmente as informações de roteamento.